# Biarum
Biarum (Biarum) je rod rostlin z čeledi árónovité. Jsou to nevelké byliny s podzemní hlízou, z níž vyrůstá toulcovité květenství a řapíkaté listy. Rod zahrnuje 21 druhů a je rozšířen ve Středomoří a na Blízkém a Středním východě. V jižní Evropě roste 7 druhů, z nichž většina jsou endemity.

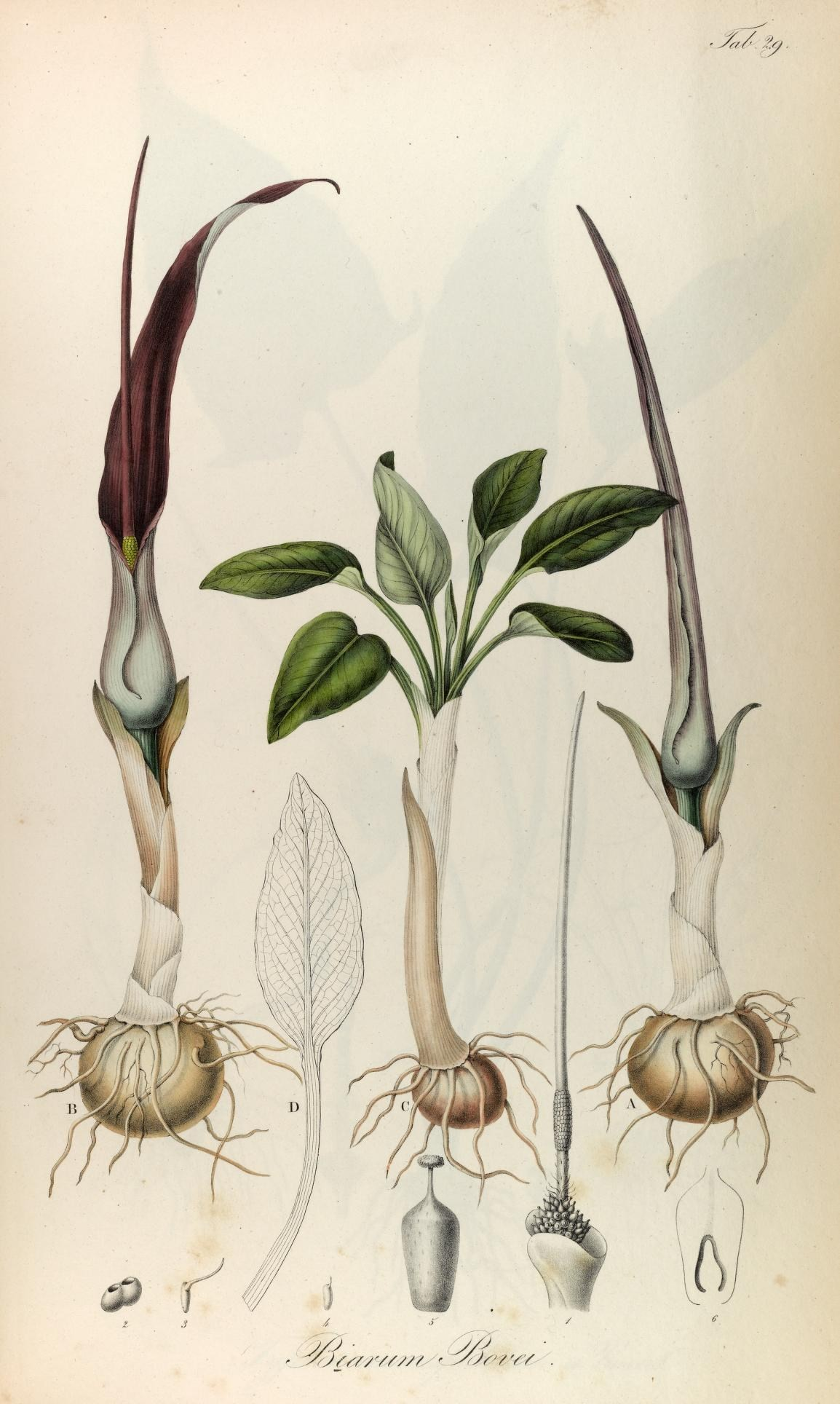
Kresba Biarum bovei z roku 1835

## Popis
Biara jsou drobné byliny s podzemní, kulovitou nebo poněkud zploštělou hlízou. Ve středu horní části hlízy je růstový pupen, při bázi zbytky loňské hlízy. U většiny druhů vyrůstá z hlízy nejprve květenství a po jeho odkvětu se teprve objevují listy, u části druhů se květenství objevuje společně s listy a výjimečně až po listech. Listy jsou řapíkaté (řapíky jsou někdy ukryté pod povrchem země), s čárkovitou, kopinatou, podlouhle eliptickou nebo lžicovitou čepelí. Čepel je na bázi sbíhavá na řapík, na vrcholu zaokrouhlená až uťatá, s rovným nebo zvlněným okrajem. Květenství je buď přisedlé na hlíze nebo vyrůstá na krátké až dlouhé, podzemní až krátce nadzemní stopce. Je tvořeno palicí obklopenou toulcem. Toulec je nadzemní nebo částečně, výjimečně i zcela podzemní. Většinou je sytě purpurový až temně zelený a ve spodní části bělavý, případně celý purpurový nebo celý bělavý. Palice může být kratší nebo delší než toulec a je členěna do několika zón. Její vrchol bývá sterilní, pod ním je zóna samčích květů, pak zóna oboupohlavná, ve spodní části pak zóna samičích květů. Samčí květy obsahují 2 tyčinky. Semeník samičích květů obsahuje jediné vajíčko. Plodem jsou bílé až fialové nebo purpurové, kulovité bobule uspořádané do podzemního nebo částečně nadzemního plodenství.

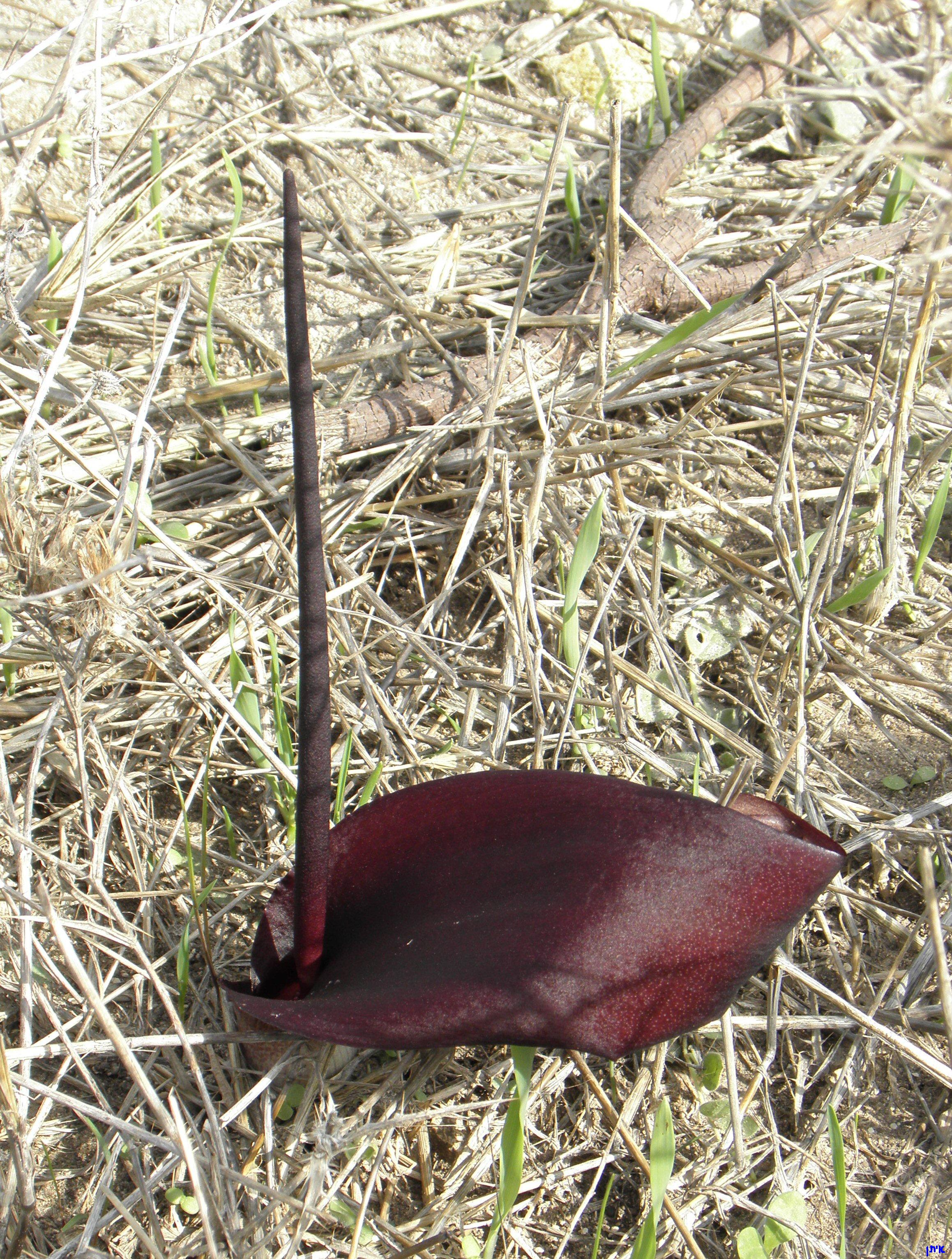
Kvetoucí Biarum pyrami
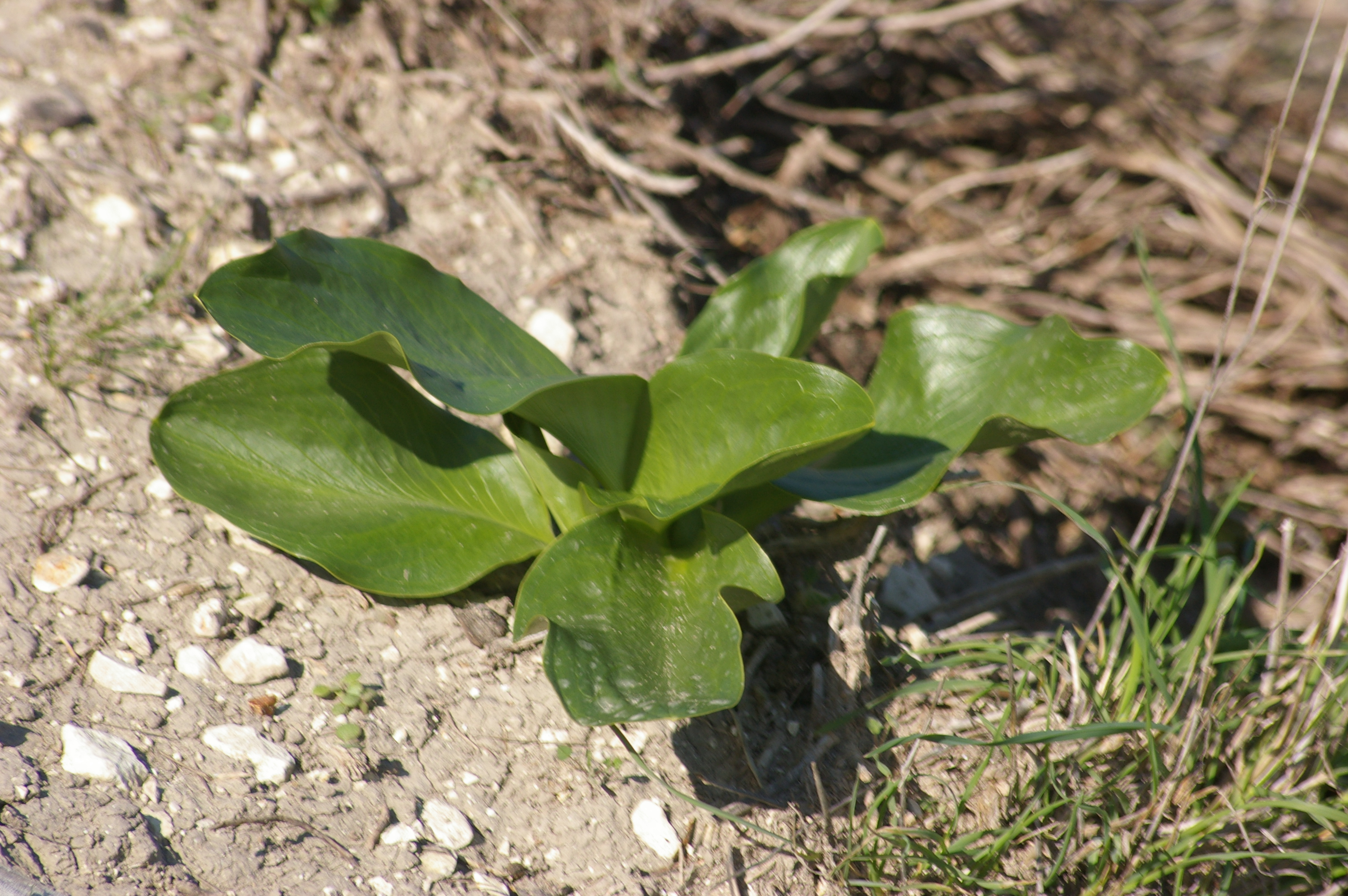
Biarum pyrami v nekvetoucím stavu
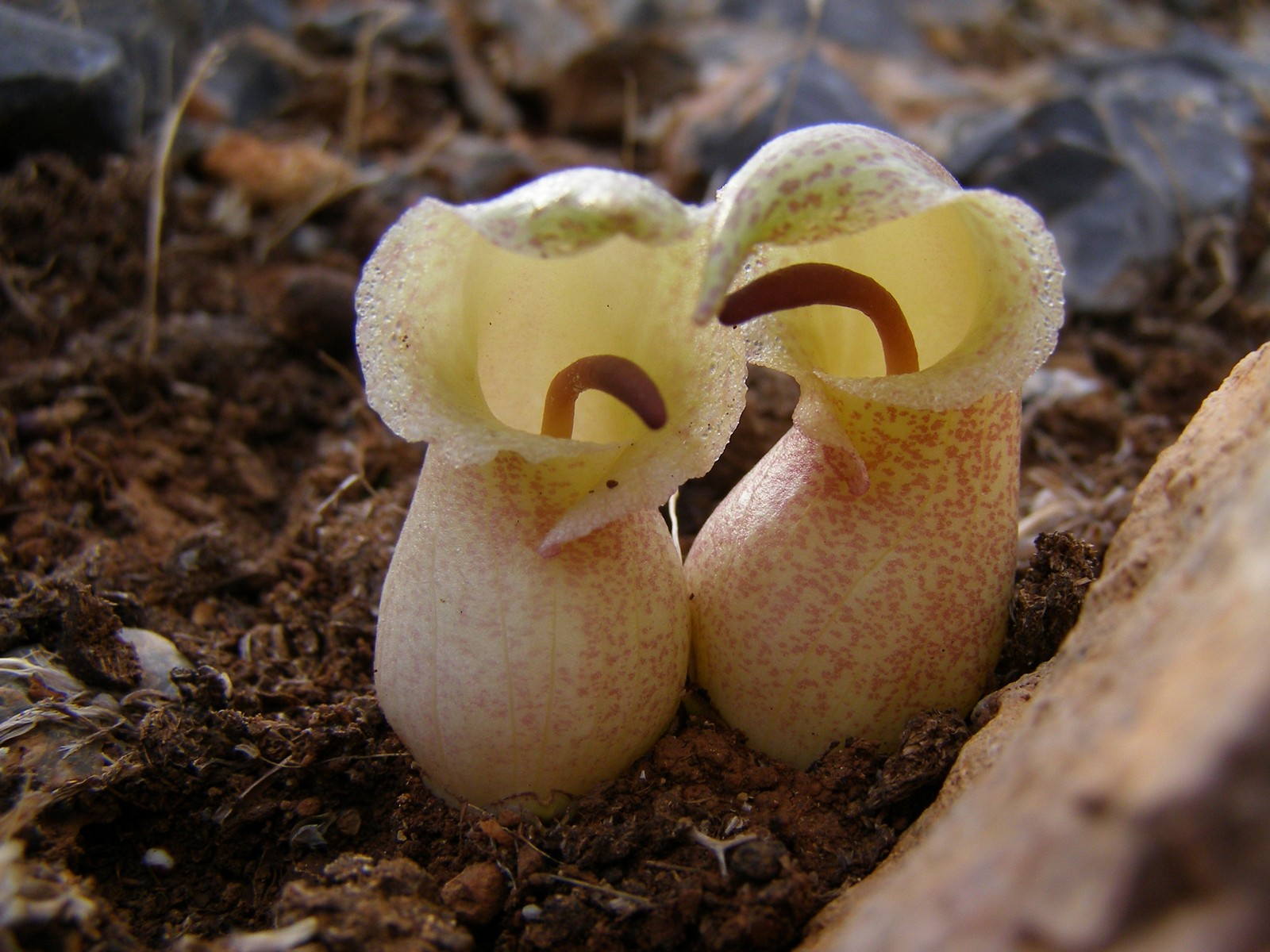
Bělokvětý druh B. davisii

## Rozšíření
Rod biarum zahrnuje 21 druhů. Je rozšířen v jižní Evropě, severní Africe a na Blízkém a Středním východě. Centrum druhové diverzity je na Blízkém východě. Z jižní Evropy je udáváno celkem 7 druhů.
Největší areál má druh B. tenuifolium, rozšířený v severní Africe, jižní Evropě i Turecku, a B. dispar rostoucí ve Španělsku, severní Africe a na Sardinii. V jihozápadním Španělsku rostou endemické druhy B. carratracense a B. mendax, na Krétě B. davisii, v Řecku B. fraasianum a B. rhopalospadix. Na řecký ostrov Simi zasahuje z jihozápadního Turecka i druh B. marmarisense.
Biara se vyskytují v oblastech s výrazně suchým létem. Jejich vegetační sezóna začíná v pozdním létě nebo začátkem podzimu s příchodem dešťů a trvá do časného léta, kdy zatahují. Většina druhů kvete na podzim nebo začátkem zimy.

## Ekologické interakce
Květy rostlin rodu biarum buď sladce voní nebo zapáchají a jsou opylovány zejména mouchami a brouky (zejména drabčíky a vrubounovitými).

## Taxonomie
Druh Biarum tenuifolium popsal již Carl Linné v roce 1753 jako Arum tenuifolium.
Rod Biarum je na základě morfologie tyčinek a způsobu otevírání prašníků dělen do 2 podrodů: Podrod Biarum zahrnuje druhy B. tenuifolium a B. rhopalospadix, do podrodu Ischarum jsou řazeny všechny zbývající druhy.

## Význam
Některé druhy jsou pěstovány ve specializovaných sbírkách jako skalničky.